# Aponoeme amazonica
Aponoeme amazonica är en skalbaggsart som beskrevs av Martins 1985. Aponoeme amazonica ingår i släktet Aponoeme och familjen långhorningar. Inga underarter finns listade i Catalogue of Life.